# Chande

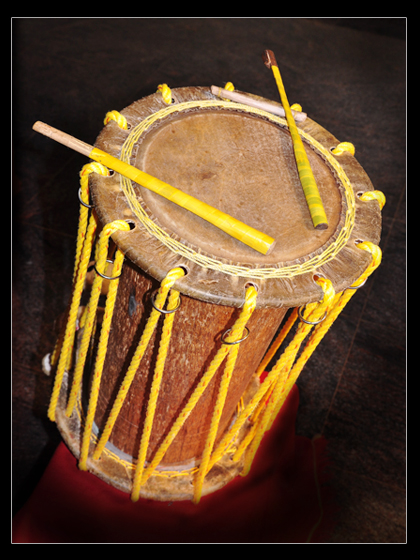
Chande mit einem Korpus aus weichem Kokospalmenholz. Kleiner Rundstab für den linken Schlägel

Chande (kannada ಚಂಡೆ) auch chende, bezeichnet eine zylindrische Doppelfelltrommel, die in einigen Regionen in der südindischen Volksmusik und bei hinduistischen Tempelfesten gespielt wird. Die chande begleitet vor allem zusammen mit der Fasstrommel maddale das Tanzdrama Yakshagana in Karnataka, während die nahe verwandte chenda, (malayalam, auch cenda) und die Sanduhrtrommel idakka in Kerala bei Tempelfesten geschlagen werden. Die im Yakshagana-Perkussionsorchester am lautesten klingenden Schläge kommen von der chande und illustrieren symbolisch Tapferkeit und Heldenmut.

## Bauform und Spielweise
Der einteilige Korpus (kalasige) einer chande wird aus dem Stammabschnitt einer Kokospalme, den Schirmakazienarten Albizia amara (kannada: bilkambi) oder Gerber-Akazie (Acacia catechu, kannada: khadira), Calophyllum inophyllum (honne) oder einer Röhren-Kassie (kakke) herausgestemmt. Die Länge des Zylinders beträgt zwischen 48 und 63 Zentimeter, der Durchmesser an beiden Seiten 18 Zentimeter bei einer Wandstärke von knapp 1,5 Zentimetern. Die Membranen werden über Eisenringe von 30 Zentimetern Durchmesser gespannt, die obere Membran (mucchige) besteht aus einer dünnen Kalbshaut, die untere (adimucchige) aus einer dickeren Büffelhaut. Der Durchmesser der abgeschabten und an der Sonne getrockneten Tierhäute sollte etwa 10 Zentimeter größer sein als die Ringe. Nachdem die Häute vier Stunden im Wasser gelegen haben und weich geworden sind, werden sie nass über die Eisenringe gezogen und mit dem umgeschlagenen Ende in zwei Durchgängen im Kreis vernäht. Beim Trocknen straffen sich die Häute. In einem gleichmäßigen Abstand bohrt man zwölf Löcher (tutu) zwischen Naht und Ring in die Häute. Nun werden die beiden fertigen Trommelfelle über die Öffnungen gelegt und mit einer durch die Löcher gezogenen, dicken Baumwollschnur (hagga) V-förmig gegeneinander verspannt. Wie bei der idakka sind sie nicht fest mit dem Korpus verbunden und halten nur durch die ablösbare Verschnürung ihre Position. Einen ebenso ausladenden Membranring und eine ähnliche V-förmige Verspannung mit einer sehr dicken Schnur kennzeichnet die Kesseltrommel tase in Karnataka.
Nur das obere Fell wird geschlagen, das untere sorgt für den notwendigen Gegenzug und dient als Resonanzverstärker. Um die Fellspannung zu erhöhen, werden seitlich zwischen zwei Schnüren befestigte Ringe (baru) aus Leder oder Eisen verschoben. Reicht dies nicht aus, um ein bestimmtes Schnurpaar zu spannen, kann dieses mit einem dazwischengesteckten Holzstück ein- oder zweimal aufgedreht werden. Die Trommel wird auf den Grundton (Tonika) des Sängers gestimmt. Falls ein Harmonium begleitet, so gibt dieses den Stimmton vor.
Der Spieler (chandegara) verwendet zwei nach außen dicker werdende Stäbe (kolu) von 30 Zentimetern Länge aus festem Holz. Im engen Zusammenspiel mit der beidseitig geschlagenen Fasstrommel maddale produziert er wie bei dieser mit der linken Hand den Ton „ddim“ und mit der rechten den Ton „ttom“. Die beiden Schlägel werden unterschiedlich gegriffen. Die rechte Hand hält das Stabende zwischen Daumen und Zeigefinger mit der Handfläche nach unten, was weit ausholende starke Schläge erlaubt. Der linke Schlägel wird mit den Spitzen von Daumen, Zeigefinger und Mittelfinger gehalten, damit eher feine Schläge und Wirbel ausgeführt werden können. Hierzu wird gelegentlich ein etwa zehn Zentimeter langer Rundstab an einer Stelle am Rand der Membran festgebunden, um als Gelenkpunkt schnelle Schläge mit der linken Hand abzufedern. Je nach Region kommen auch elastische Schlägel aus Rattan zum Einsatz mit einem schweren Kopf, einem dünnen langen Stab und einem dickeren Griffende. Eine manchmal um den gesamten Korpus gelegte Stoffumhüllung hat nur dekorative Funktion.
Wird die Trommel im Stehen gespielt, hängt sie an einem Gurt über der linken Schulter senkrecht mit der Membran in Hüfthöhe, so dass sie mit Stöcken in beiden freien Händen geschlagen werden kann. Auf der Bühne sitzt der Musiker auf einem Stuhl und fixiert mit den Knien die am Boden stehende Trommel. Mit halb untergeschobenen Füßen bringt er die chenda in eine leicht nach vorn geneigte Position, wodurch die untere Membran frei schwingen kann.

## Herkunft und Verbreitung
Die chenda unterscheidet sich von der chande im Wesentlichen nur durch einen anders geformten und befestigten Spannring und ihr regional und musikalisch verschiedenes Einsatzgebiet. Bei den Tempelfesten in Kerala gehört die chenda zu einem der fünf Musikinstrumente einer Panchavadyam-Aufführung. 
Von der Vielzahl indischer Trommeltypen genießen die sanduhrförmigen Trommeln wie die idakka eine besondere religiöse Verehrung, weil sie mit einem Attribut Shivas, dem damaru, in Verbindung gebracht werden. Historisch älter als Sanduhrtrommeln und bis in vedische Zeit zurückreichend sind Zylindertrommeln mit einem hölzernen Korpus. Sie wurden im 1. Jahrtausend v. Chr. in den Schriften dundubhi genannt, wobei nicht auszuschließen ist, dass dies ein Sammelbegriff auch für andere Trommeltypen war. Wegen ihrer weit reichenden Lautstärke dienten sie überwiegend als Kriegstrommeln. Eine frühe Abbildung einer Zylindertrommel findet sich auf einem buddhistischen Relief am Stupa von Bharhut aus dem 2./1. Jahrhundert v. Chr. Einer von mehreren Affen hat eine Zylindertrommel an einem Gurt umgehängt und traktiert sie mit einem dicken Schlägel.
Weiter verbreitet als gerade Zylindertrommeln sind leicht bauchige Fasstrommeln, deren bekannteste Vertreter in der nordindischen klassischen Musik die pakhawaj und in der nordindischen Volksmusik die dhol sind. Ähnlich der pakhawaj ist die maddale gebaut, die zusammen mit der chande im Yakshagana-Orchester eingesetzt wird.

## Chande im Yakshagana-Tanztheater

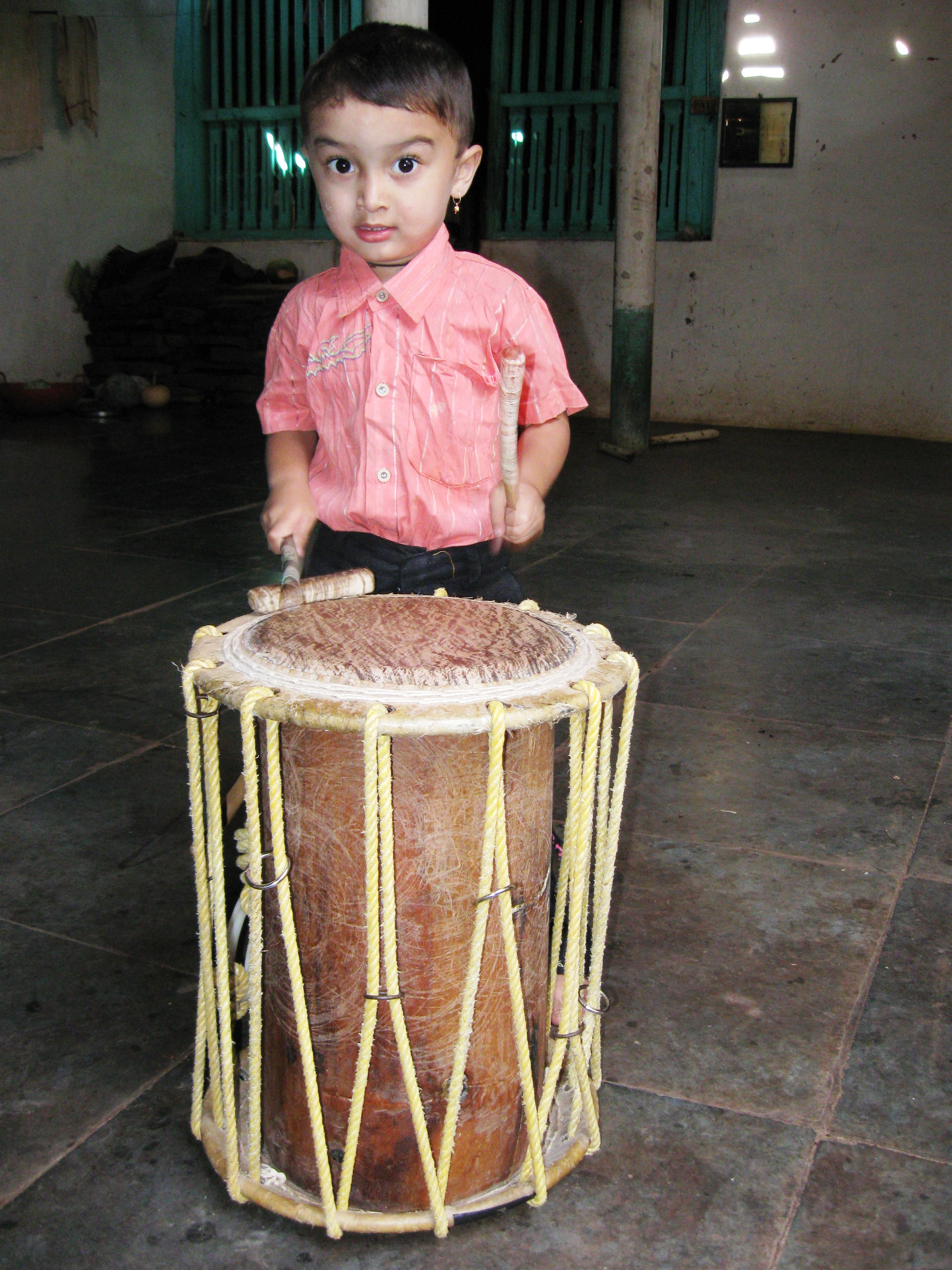
Kinder lernen durch Nachahmen. Manche Jungen in Yakshagana-Gruppen sind Angehörige der Darsteller, andere haben im Alter von etwa zehn Jahren die Schule verlassen und finden sich als Bühnenhelfer bei Veranstaltungen ein oder reisen mit den Tanzgruppen umher

Das Yakshagana-Theater wird im Freien veranstaltet und dauert die ganze Nacht. Aus dem früheren religiösen Ritual zu Ehren von Vishnu, das sich  namentlich von den himmlischen Musikern, den Yakshas, und sanskrit gana („Musik“) ableitet, entwickelte sich ein Volkstheater, dessen Ablauf streng ritualisiert und dessen Form ästhetisch angelegt ist. 
Musik ist ein integraler Bestandteil bei der von grellbunt geschminkten und kostümierten Darstellern gebotenen Abfolge von Szenen. Die wichtigste Aufgabe kommt dem Sänger und Leiter der Aufführung, dem bhagavata zu. Er führt die Darsteller nach der unverzichtbaren Anrufungszeremonie für Ganesha auf die mit vier Pfosten markierte Freiluftbühne, wo die Musiker vor dem rückwärtigen Vorhang und hinter einem niedrigen Absperrvorhang (tere) Platz nehmen. Das Orchester besteht aus dem maddalegara (dem maddale-Spieler), dem chandegara (chande-Spieler) und dem srutigara. Letzterer spielt ein Musikinstrument, das einen Bordunton erzeugt, welcher dem Grundton (Tonika, in Indien shruti) des Sängers entspricht. Das übliche shruti-Instrument ist die ansonsten von den Schlangenbeschwörern bekannte pungi mit nur einem Spielrohr, die in neuerer Zeit meist durch das indische Harmonium oder eine Shrutibox ersetzt wird. Der bhagavata akzentuiert die Taktschläge mit einem talavadya (taktgebendes Instrument). Die Darsteller orientieren bei den Tanzeinlagen (nritta) ihre Fußarbeit am vorgegebenen Rhythmus.
Das traditionelle Kostüm für den Orchesterleiter und die beiden Trommelspieler bestand aus einem roten gewickelten Turban. einem weißen Hemd und weiten weißen Hosen. Im Jahr 1918 führte ein Sänger einen rotgestreiften Turban, ein langärmeliges weißes Hemd und einen weißen Dhoti ein. Geschmückt waren die Herren mit goldenen Halskettchen, Ohrringen (galivanti) und Armreifen an den Handgelenken. Der chandegara saß als einziger auf der rechten Seite der Bühne. Zur Bühnenausstattung gehörte ein Tisch, der aus vier Brettern mit vier Rädern bestand und ratha genannt wurde. Auf ihm nahmen die Darsteller in Pausen Platz und gelegentlich auch der bhagavata und der maddalegara. Heute treten die Tanzgruppen auch auf Konzertbühnen auf, der chandegara sitzt seitlich getrennt von den übrigen Musikern oder diese sitzen am hinteren Bühnenrand.
Es gibt zwei regionale Aufführungsstile, deren Unterschiede sich auch auf das Begleitorchester auswirken. Im „nördlichen Stil“ (badagatittu) verwendet der bhagavata kleine Zimbeln (tala), im „südlichen Stil“ (tenkutittu) stattdessen einen Messinggong. Die gespielten rhythmischen Strukturen (talas) tragen Namen, wie sie teilweise auch aus der klassischen Musik bekannt sind, hier jedoch andere Strukturen bezeichnen. Die Yakshagana-Musik kennt sieben, nach anderen Angaben weitere Yakshagana-talas (kannada ಯಕ್ಷಗಾನ ತಾಳ), darunter: adi (16 Schläge = matra), rupaka (7 Schläge), jampe (5 Schläge), trivude (7 Schläge), eka (4 Schläge) und kore (3 ½ Schläge). Die gesprochenen Merksilben für die Grundrhythmen heißen badtige (vergleichbar mit den bols in der nordindischen klassischen Musik).
Eine der Wurzeln des Yakshagana ist das Schlangenbeschwörungsritual Nagamandala, bei dem der leitende Musiker und Sänger die Sanduhrtrommel dakke in der Hand hält und mehrere Begleiter chande und Zimbeln spielen.